# Tom Verlaine
Tom Verlaine (nacido como Thomas Miller; Morristown, 13 de diciembre de 1949-Nueva York, 28 de enero de 2023) fue un guitarrista, cantante y compositor  estadounidense, conocido por haber liderado el grupo de rock Television, además de tener una carrera solista.

## Biografía
Verlaine (apellido que adopta de Paul Verlaine, un poeta simbolista francés) fue criado en Wilmington, Delaware, y comenzó temprano su instrucción musical, primero como pianista y luego como guitarrista, influenciado por la canción 19th Nervous Breakdown del grupo británico The Rolling Stones. En 1968 decide irse a la parte este de Nueva York junto a su compañero, el bajista Richard Meyers (quien luego se cambiaría el nombre a Richard Hell). Allí formaron un grupo junto al baterista Billy Ficca, al cual le dieron el nombre de The Neon Boys, grupo que durará poco; con la incorporación de un segundo guitarrista, Richard Lloyd, en 1973, el grupo volvió a surgir bajo el nombre de Television. Tras grabar una maqueta con Brian Eno, Hell dejó el grupo y fue reemplazado por Fred Smith. 
En 1973 Verlaine participó en el primer sencillo de su novia Patti Smith, Hey Joe/Piss Factory, con quien también editó un libro de poesía titulado The Night. Posteriormente tocaría en los dos primeros álbumes de Smith.
El primer sencillo de Television, Little Johnny Jewel, los convirtió en un grupo afamado dentro del ámbito underground de Nueva York. El grupo editó su primer álbum de estudio, Marquee Moon, en 1977, el cual fue muy bien recibido por la crítica y es considerado un clásico de culto, aunque no tuvo éxito comercial en los Estados Unidos. Adventure le siguió en 1978 con un destino similar, y tras ese álbum el grupo se separó, debido a la creciente mala relación entre Verlaine y Lloyd.
El fin de Television no sería la desaparición del guitarrista. En 1979 lanza su carrera en solitario con el sencillo Kingdom Come (David Bowie hizo una versión de esta canción en su álbum Scary Monsters (and Super Creeps), ya que tenía un gran aprecio por su música), y edita su primer álbum homónimo. Su gran éxito personal llegará de la mano de su poco conocido Dreamtime, de 1981. Debido a las buenas críticas que recibe de la prensa inglesa por sus dos siguientes discos (Cover y Words From The Front) decide establecer a Londres como su residencia principal.
Verlaine se tomó unos tres años de reposo antes de volver a presentar un trabajo (el último databa de 1984), el cual fue titulado Flash Light, mientras que su siguiente álbum, de 1990, fue titulado The Wonder. Television se volvió a juntar en 1992 para grabar un álbum homónimo, pero se volvieron a separar en 1993, aunque el grupo se volvería a juntar para realizar presentaciones en vivo ocasionales. En 1992 también publicó su primer LP instrumental, Warm And Cool, y en 1994 compuso la banda sonora de la película Love and a .45. Pasarían 12 años hasta su siguiente edición de material original. A mediados de los años 90 Verlaine volvería a trabajar con Patti Smith, e iba a ser el productor de Jeff Buckley en su álbum Sketches for My Sweetheart the Drunk, pero Buckley falleció antes de poder completar el álbum. En el año 2006 editó dos lanzamientos solistas: Songs And Other Things y su continuación al instrumental Warm And Cool, que se llama Around.
Verlaine era conocido por su estilo distintivo de guitarra eléctrica y su habilidad para crear canciones poéticas y reflexivas. Su música ha sido descrita como una combinación única de punk, rock, jazz y poesía, y ha influenciado a una generación de músicos. Según la revista "Variety", "la influencia de la forma de tocar despreocupada y desordenadamente inventiva de Verlaine y el ataque combativo de dos guitarras de Television se escucharía más tarde en una amplia gama de música de acólitos más jóvenes, de bandas con sede en Nueva York como Feelies y Sonic Youth. a músicos criados en la costa oeste como Steve Wynn de Dream Syndicate y Nels Cline de Wilco". Verlaine era tímido y reservado en público, pero en el escenario se transformaba en un artista vibrante y apasionado.
Murió el 28 de enero de 2023 a los 74 años "tras una breve enfermedad", según refirió la hija de Patti Smith, la cantante y actriz Jesse Paris Smith al diario The New York Times.

## Influencias
Verlaine dice haber sido influenciado por los Rolling Stones, el compositor de música clásica Maurice Ravel, y músicos de jazz como Miles Davis y Albert Ayler. Algunos críticos consideran que Verlaine ha sido influenciado por el jazz modal de John Coltrane y el raga-rock resonante de los Byrds.

## Discografía solista

### Álbumes de estudio
- Tom Verlaine (1979)
- Dreamtime (1981)
- Words from the Front (1982)
- Cover (1984)
- Flash Light (1987)
- The Wonder (1990)
- Warm and Cool (1992)
- The Miller's Tale: A Tom Verlaine Anthology (1996)
- Around (2006)
- Songs and Other Things (2006)

### Sencillos
- "Always" (1981)
- "Postcard from Waterloo" (1982)
- "Let Go the Mansion" (1984)
- "Five Miles of You" (1984)
- "A Town Called Walker" (1987)
- "Cry Mercy, Judge" (1987)
- "The Funniest Thing" (1987)
- "Shimmer" (1989)
- "Kaleidoscopin" (1990)